# Extraordinary rendition
     Le extraordinary rendition sono state asseritamente eseguite da questi paesi
     I prigionieri sono stati asseritamente trasportati attraverso questi paesi
     I prigionieri sono stati deportati in questi paesi
     Ubicazione delle sospette "prigioni clandestine"

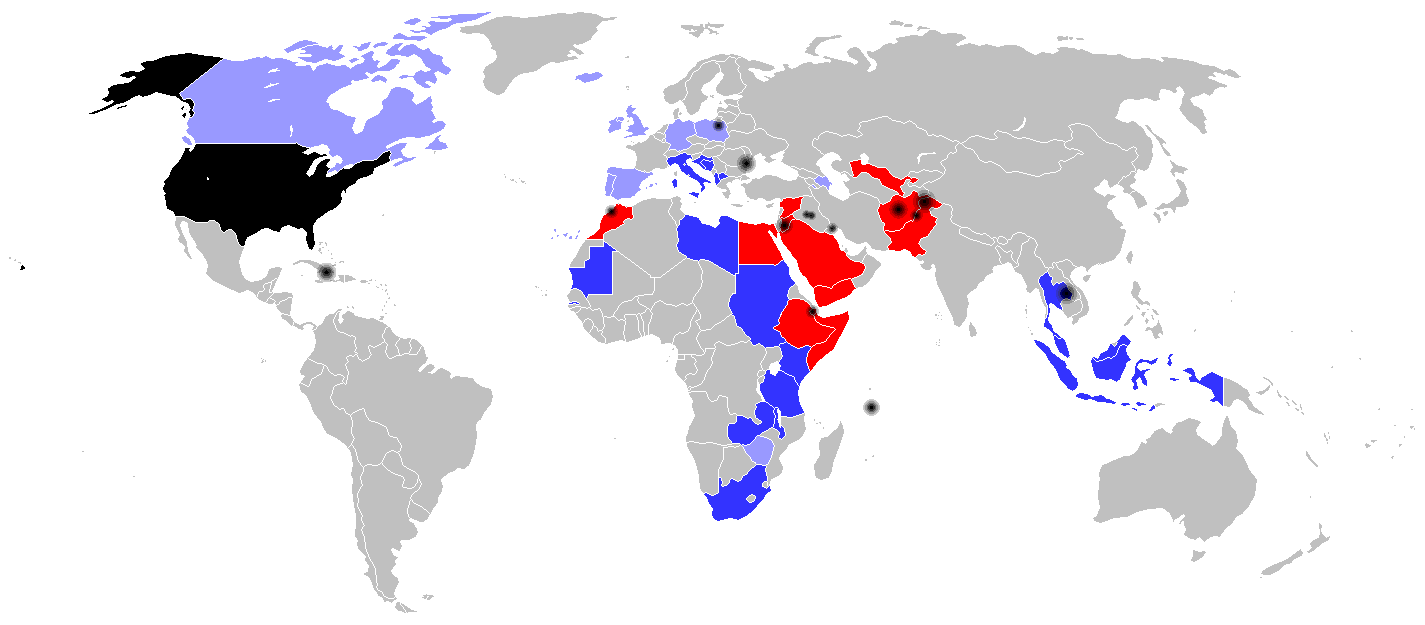
Le extraordinary rendition sono state asseritamente eseguite da questi paesi
I prigionieri sono stati asseritamente trasportati attraverso questi paesi
I prigionieri sono stati deportati in questi paesi
Ubicazione delle sospette "prigioni clandestine"

Un'extraordinary rendition o consegna straordinaria (o semplicemente rendition) è un'azione (sostanzialmente illegale, o eufemisticamente "extralegale") di cattura/deportazione/detenzione ed eventuale interrogatorio, clandestinamente eseguita nei confronti di un "elemento ostile", sospettato di essere un terrorista.

## Sinossi
Iniziata per evitare l'alternativa dell'aut dedere aut iudicare che governa il diritto penale internazionale, la pratica è stata proseguita da George W. Bush per sottrarre i sospetti di terrorismo internazionale alle garanzie del due process of law (ossia, un "giusto" processo secondo le regole del diritto processuale), giudicate perniciose per l'attività di contrasto condotta dai servizi segreti.
Per questo motivo, detta pratica si articola in due filoni:
- quello delle "prigioni all'estero" che la CIA ha "gestito in proprio" per quattro anni (fino a quando Bush, nel 2006, ha deciso di concentrare i trenta appartenenti ad al-Qāʿida in Guantánamo, aggiungendoli agli oltre cinquecento detenuti ivi presenti dalla fine del 2001);
- quello dei sospetti che venivano inviati negli Stati di origine, o comunque in Stati il cui basso livello di difesa dei diritti umani lasciava prevedere un trattamento carcerario disumano o di vera e propria tortura[2].

Di questa realtà si è occupata l'assemblea parlamentare del Consiglio d'Europa, con una relazione Marty, ed anche il Parlamento europeo, con una relazione Fava.
Nel febbraio 2007, il Parlamento Europeo ha approvato a grande maggioranza la relazione della commissione d'inchiesta sui voli della CIA in Europa relativi alle extraordinary rendition. Nella relazione si condannano tali operazioni, riconosciute essere "strumenti illegali utilizzati dagli Stati Uniti nella lotta al terrorismo", e si accusano vari governi di esserne coinvolti e di aver scarsamente cooperato alle indagini (tra essi, anche quelli di Italia e Gran Bretagna). Nel documento ci sono le numerose prove delle operazioni illegali effettuate dalla CIA in Europa nell'ambito della lotta al terrorismo.

## Caratteristiche

### Scopo
Lo scopo operativo (peraltro ufficialmente non dichiarato) era quello di catturare uomini sospettati di far parte di cellule terroristiche di matrice islamica pronte a compiere attentati in Europa e negli Stati Uniti. Negli effetti però tali "consegne" si sono spesso trasformate in veri e propri rapimenti di cittadini stranieri effettuati su territori di diversi Paesi; inoltre l'utilità di tali rendition sotto il profilo della lotta giudiziaria al crimine è stata spesso messa in dubbio, visto che nessuna Corte considera utilizzabili dichiarazioni rese sotto tortura, men che meno quando sono rese in stato di detenzione in Stati esteri sospetti di estorcere dichiarazioni confessorie .

### Modalità di esecuzione
Per lo spostamento dei prigionieri venivano utilizzate basi aeree europee e numerose carceri segrete possedute dalla CIA sul territorio di diversi stati europei (soprattutto dell'Europa dell'Est), come ammesso dallo stesso presidente Bush.. L'opinione pubblica europea ha pesantemente disapprovato tali operazioni, causando diversi problemi anche ai governi nazionali e ai corrispondenti servizi segreti.

## Il caso delle "navi-Guantanamo"
Il 2 giugno 2008, la ONG Reprieve ha denunciato che 17 navi militari USA sarebbero impiegate per «detenere, interrogare, forse anche torturare e poi spostare in giro per il mondo prigionieri catturati durante la "guerra al terrore".» La notizia è stata ripresa dal quotidiano britannico The Guardian, ed è poi rimbalzata sui media di tutto il mondo.
Come spesso avviene in casi simili, l'indiscrezione è stata prontamente smentita sul piano ufficiale da Jeffrey Gordon, portavoce della US Navy.

## Nel mondo
Nel febbraio 2007, in Germania, i magistrati di Monaco di Baviera hanno richiesto l'arresto di 13 agenti della CIA in relazione al sequestro del tedesco-libanese Khalid al-Masri (avvenuto il 31 dicembre 2003, ai confini tra la Serbia e la Macedonia del Nord), con l'accusa di privazione della libertà e pericolose lesioni. L'interessato ha anche adito, grazie al patrocinio dell'ACLU, la giustizia statunitense, chiedendo i danni alla CIA, ma il 9 ottobre 2007 la Corte suprema ha respinto il ricorso (al-Masri vs. United States, No. 06-1613).
Si hanno inoltre i casi degli algerini sequestrati in Bosnia nel 2001; quello di Muhammad Haydar Zammar, rapito in Germania col contributo delle autorità tedesche; di Ahmed Agiza e Muhammad al-Zari, rapiti in Svezia, di Bisher al-Rawi e Jamil al-Banna, in cui è chiamata in causa la Gran Bretagna. Quanto all'Italia si ricorda il caso Abu Omar, ma anche in altri paesi europei (tra cui Germania, Svizzera, Spagna, Portogallo) sono in corso inchieste giudiziarie legate a casi di extraordinary rendition.

### Italia
Anche in Italia si ha notizia di un rapimento portato a termine, quello dell'imam egiziano Abu Omar, compiuto da 26 uomini della CIA nel febbraio 2003 (anche se c'è un precedente storico, il sequestro di Mordechai Vanunu nel 1986 ad opera del Mossad) con l'apparente complicità di diversi uomini dei servizi segreti italiani (Sismi, nella specie) tra cui l'ex direttore Nicolò Pollari, accusato di avere esplicitamente autorizzato il rapimento. In relazione a questa vicenda, sono indagati a Milano i 26 agenti della CIA ed altri 6 uomini del SISMI. Tra gli indagati rientra anche Renato Farina, giornalista sospeso per un anno dall'Albo della sua categoria per aver egli stesso riconosciuto di essere stato iscritto nei libri-paga del SISMI sotto lo pseudonimo di "Betulla" al fine di fornire notizie anche su suoi colleghi, forte della sua qualifica di opinionista del quotidiano Libero, accusato infine anche di favoreggiamento.
Il 16 febbraio Nicolò Pollari, Marco Mancini, altri uomini del Sismi e 26 agenti della CIA (tra cui Robert Seldon Lady, l'ex capocentro della Cia a Milano, e Jeff Castelli, responsabile del servizio segreto americano in Italia) sono stati rinviati a giudizio per concorso in sequestro di persona riguardo al rapimento di Abu Omar. Il processo si è aperto l'8 giugno 2007 a Milano. Il 28 febbraio gli Stati Uniti hanno dichiarato ufficialmente che non concederanno l'estradizione chiesta dal Ministero della giustizia italiano per i 26 agenti della CIA accusati del rapimento. L'iter processuale si è concluso il 19 settembre 2012 dinanzi alla Corte di Cassazione italiana che ha condannato definitivamente 23 agenti americani Cia (tra cui Robert Seldon Lady) per pene dai sette ai nove anni di reclusione, così come Pio Pompa e Luciano Seno (ex funzionari del Sismi) a due anni e otto mesi di reclusione; ha inoltre annullato con rinvio per un nuovo processo d'appello le sentenze pronunciate nei confronti di Nicolò Pollari e Marco Mancini, ex vertici del Sismi che erano stati dichiarati non processabili per via del segreto di stato.

### Regno Unito
Nel febbraio 2008 il Ministero degli Esteri inglese ha ammesso che nel 2002 è stato dato supporto agli Stati Uniti in operazioni di extraordinary rendition. In particolare, per due volte l'Inghilterra ha messo a disposizione dei velivoli americani (che trasportavano segretamente prigionieri in Marocco e a Guantanamo) l'uso della base militare dislocata nell'isola britannica di Diego Garcia, nell'Oceano Indiano (ufficialmente solo per fare rifornimento).
Il 26 febbraio 2009 il Ministro della Difesa britannico John Hutton ha ammesso pubblicamente che la Gran Bretagna ha compiuto atti di rendition su due sospetti catturati in Iraq nel 2004 e successivamente trasferiti in Afghanistan e affidati alla custodia statunitense.

### Stati Uniti
La pratica delle extraordinary rendition è stata ripetutamente messa in atto dai servizi segreti statunitensi - in particolare dalla CIA - con la motivazione della lotta al terrorismo avviata dopo i fatti dell'11 settembre 2001 , anche se si riscontrano casi in cui già l'amministrazione Clinton provvide a riconsegnare a Stati arabi loro cittadini sospettati di terrorismo.